# TelQuel
TelQuel (cuyo eslogan es Le Maroc tel qu'il est, «Marruecos tal y como es») es una revista semanal marroquí publicada en francés. Esta revista fue creada por Ahmed Reda Benchemsi , un periodista con un carácter único que estaba a favor de la libertad de prensa y del laicismo en Marruecos. En 2010 , Ahmed R. Benchemsi vendió sus acciones en Tel Quel y se fue a los EE. UU. El actual director de la revista es Abdellah Tourabi (quien remplazó en el principio de 2014 a Fahd Iraqi), y la redactora jefa es Soundouss El Kasri. Toma el nombre del magacín literario francés Tel Quel, publicado entre los años 1960 y 1982.
Hasta octubre de 2010, el grupo TelQuel publicaba también un semanario en árabe llamado Nichane.
La revista ha sufrido en varias ocasiones presiones y amenazas por parte del gobierno marroquí, hecho que según Reporteros sin Fronteras atenta contra la libertad de prensa. En agosto de 2009, el Ministerio del Interior ordenó el secuestro y posterior destrucción de los 100.000 ejemplares impresos de TelQuel y Nichane que publicaba una encuesta con motivo del décimo aniversario de la coronación de Mohamed VI.